# Mary Parker (Juicios de Salem)
Mary Parker fue una mujer condenada por brujería y ejecutada durante los juicios de Salem en 1692. Su hija, Sarah Parker, también fue acusada. Mary declaró haber sido detenida por error, confundida con otra mujer de igual nombre, pero nadie tomó demasiado en serio su alegato. Las investigaciones modernas le darán la razón.

## Vida
Mary Parker era una viuda rica y respetable de unos cincuenta y cinco años, cuando la caza de brujas de Salem se trasladó también a Andover en el verano de 1692. Su familia, los Ayer, se asentaron en Haverhill (Massachusetts) en 1647, donde eran de los colonos más ricos. Poco después de 1650, Mary Ayer se casó con Nathan Parker, de Andover, otro próspero granjero que también ejercía de alguacil. Tuvieron ocho hijos: James (1655-1677), Joseph, Hannah (1659-?), Mary (1660-1685), Elizabeth (1663-?), Robert (1665-1688), Sarah (1670-?) y Peter (1676-?). Nathan Parker murió el 25 de junio de 1685.

## Condena confusa
Un confesor, William Barker, Jr., de catorce años, admitió el 1 de septiembre de 1692 que "Goody Parker fue con él la noche pasada para afligir a Martha Sprague". Al día siguiente Mary Parker fue detenida y examinada. Ante su presencia, las muchachas afligidas de Salem y Andover cayeron en ataques, incluyendo también a Mary Warren, Sarah Churchill, Hannah Post, Sarah Bridges y Mercy Wardwell. Cuando la tocaban, se calmaban. Mary negó ser una bruja cuando la acusó Martha Sprague, de dieciséis años, y ella cayó en un ataque al igual que Mary Lacy, Jr. Parker respondió diciendo que había otra mujer en Andover con su nombre.
Modernas investigaciones descubrieron que no había una, sino tres. Una era su propia cuñada, Mary (Stevens) Parker, casada con un hermano de Nathan, Joseph. La segunda, su hija Mary Parker, Jr. sobrina política de la acusada, y había otra Mary Parker viviendo en Salem Town, al lado de Salem Village. La confusión de los acusadores con su cuñada era muy factible porque para 1692 ambas eran viudas ricas de parecida edad, se habían casado con los hermanos Parker en torno a 1650 y habían empezado a tener hijos también a un tiempo, algunos con nombres similares: Joseph, Mary (la hija de la acusada murió poco antes que su padre) y Sarah; James, hijo de Nathan y Mary (Ayer) nacido en 1655, y John, hijo de Joseph y Mary (Stevens), nacido en 1656, murieron ambos en la misma emboscada india en 1677. Prácticamente eran intercambiables excepto por una diferencia sugerida en el testamento de Joseph Parker, muerto en 1678: su esposa era, al parecer, mentalmente inestable. En 1685 su hijo Stephen solicitó su exclusión de la gestión de sus bienes debido a "su condición distraída". Antiguamente, la enfermedad mental provocaba miedo y desconfianza.
La reputación de Mary Parker de Salem Town era incluso peor. En 1669 fue juzgada por fornicación. En 1672, Moses Gillman la denunció por tener un hijo fuera del matrimonio. Un año más tarde, ella misma pidió ante la corte la manutención del bastardo, pero el tribunal la condenó a una fuerte multa por fornicación. Fue juzgada dos veces también por fornicación en 1676.
Chismes y rumores eran una fuente de información y una reputación dañada podía salpicar la de un inocente. En los mismos juicios pasó con Bridget Bishop y Sarah Bishop. Había rumores de brujería respecto a Sarah y que había inducido al suicidio a su vecina Christian Trask. Una de las afligidas, Susannah Sheldon, aseguró que el espectro de Bridget Bishop le dijo que había matado a tres mujeres, una de ellas Christian Trask. Obviamente, Susan, confundiéndolas por el apellido común, atribuyó a Bridget los rumores contra Sarah. La mala reputación de Mary Parker, la fornicadora de Salem, o de la enferma mental Mary Parker de Andover, pudieron afectar del mismo modo a la honesta Mary (Ayer) Parker.
La corte ignoró su demanda cuando William Barker, Jr. testificó mirándola a la cara que ella era su compañera en atormentar a Martha Sprague. Pero William acusó a una "Goody Parker" simplemente y hay una alta probabilidad de que solo pusiera sobre el tapete los chismes oídos sobre una tal Goody Parker, y el tribunal no se aseguró de detener a la deshonesta.
Los archiveros además mezclaron los papeles de su caso con los del caso de Alice Parker. Fue condenada, sin apenas evidencias, el 16 de septiembre y ahorcada tan solo seis días después. Su caso revela el caos y la ineficacia en que habían caído los juicios de Salem en el otoño de 1692.